# Qobda Aūdany
Qobda Aūdany är ett distrikt i Kazakstan.   Det ligger i oblystet Aqtöbe, i den västra delen av landet, 1 100 km väster om huvudstaden Astana.